# Аникеева, Екатерина Евгеньевна
Екатери́на Евге́ньевна Анике́ева (родилась 22 января 1969 года в Москва, СССР) — советская и российская ватерполистка. Шестикратная чемпионка России (1993—1998), многократная обладательница Кубков России (1993, 1994, 1996) и Кубков европейских чемпионов (1997, 1999); серебряный призёр чемпионатов Европы (1993, 1997), Кубков европейских чемпионов (1996, 1998, 2000), Кубка мира (1997); бронзовый призёр чемпионата Европы 1999, бронзовый призёр летних Олимпийских игр 2000. Заслуженный мастер спорта России. Живёт в Москве.